# O2 (Irlanda)
Telefónica Ireland era un proveedor de telecomunicaciones y banda ancha en Irlanda que cotizaba bajo la marca O2 (tipografiada como O2). O2 Ireland se llamaba anteriormente Esat Digifone cuando era propiedad de Esat Telecommunications (y Telenor) de 1997 a 2006.
O2 Ireland se convirtió en filial de Telefónica en 2006, tras la compra de su empresa matriz O2 en el Reino Unido. En junio de 2013, Hutchison Whampoa anunció que adquiriría la división irlandesa de O2 por 780 millones de euros. O2 se fusionó con la subsidiaria de Hutchison Whampoa, Three Ireland, en marzo de 2015.

## Historia

### 1997-2000: Origen
En 1995, el entonces gobierno, con Michael Lowry como ministro de Transporte, Energía y Comunicaciones, autorizó una segunda red de telefonía móvil para competir con Eircell, propiedad de la semiestatal Telecom Éireann. La licencia se otorgó a Esat Digifone, una empresa conjunta entre la empresa de Denis O'Brien, Esat Telecommunications y la noruega Telenor, que comenzó a operar en 1997. El Tribunal de Moriarty determinó en 2008 que la concesión de la licencia se vio influida por los pagos realizados a Lowry por O Brien.

### 2000-2001: propiedad de BT
En 1999, Esat Telecom y Telenor comenzaron a discutir cómo debería operarse Esat Digifone. Telenor eliminó la palabra Esat del nombre de la empresa y comenzó el intento de destitución de Denis O'Brien como presidente de Digifone. Esat Telecom tomó represalias amenazando con emprender acciones legales contra Telenor y hacer repetidas ofertas para comprar la participación de Telenor en Digifone.
En noviembre de 1999, Telenor presentó una oferta por la totalidad del capital social de Esat Telecom como forma de resolver el conflicto. La oferta fue rechazada por los accionistas mayoritarios de Esat Telecommunications que votaron en contra de la adquisición. En enero de 2000, British Telecommunications contrarrestó la oferta fallida de Esat Telecom presentando su propia oferta para comprar las acciones de Telenor en Digifone.
En enero de 2000, British Telecommunications realizó una oferta pública de adquisición por Telenor que fue respaldada por los accionistas de Esat Telecommunications. Esat Telecommunications se convirtió en una subsidiaria de propiedad total de British Telecommunications y fue excluida de la bolsa de valores. Cuando BT adquirió Esat, comenzó a integrar el negocio junto con su subsidiaria de Irlanda del Norte, BT (NI). Esto finalmente se convirtió en BT Irlanda. Sin embargo, Esat Digifone no formaba parte de las operaciones integradas con las operaciones irlandesas existentes de BT. En cambio, se convirtió en parte de la división BT Wireless dentro de BT, y brevemente fue rebautizada simplemente como Digifone. Esta marca duró menos de seis meses.

### 2001-2005: Separación de BT Ireland
En 2001, la división BT Wireless se convirtió en mmO2 plc, una empresa separada, a través de una escisión de BT. Los accionistas de British Telecommunications recibieron 1 acción de BT Group y 1 mm02 por cada acción de British Telecommunications que poseían. Después de la escisión, la mayoría de las operaciones de mmO2, incluida Digifone, se rebautizaron como O2. mmO2 plc más tarde se convirtió en O2 plc y siguió siendo una empresa independiente hasta 2005.

### 2005-2006: transición de Telefónica
El 31 de octubre de 2005 se anunció que Telefónica, S.A., la empresa española de telecomunicaciones, había realizado una oferta pública de adquisición recomendada por la sociedad matriz de O2 Ireland, O2 plc. Esto fue luego aprobado por los accionistas y O2 se compró oficialmente a mediados de febrero de 2006. La marca O2 se utiliza ahora en varios países para las operaciones móviles de Telefónica fuera de España y América Latina, donde los servicios móviles y de línea fija de Telefónica se denominan Movistar. En enero de 2009, se reveló que Irlanda era casi el mercado más rentable del mundo para los operadores móviles multinacionales como O2.

### 2006-2013
El 23 de marzo de 2009, Vodafone y la empresa matriz de O2, Telefónica, anunciaron un acuerdo para compartir sus redes existentes en Irlanda y desplegar la futura infraestructura de forma conjunta.
El 6 de abril de 2011 se anunció que Telefónica O2 Ireland y Eircom habían acordado una nueva asociación para compartir redes.

### 2013: fusión de Hutchison 3 Ireland
El 24 de junio de 2013, se anunció que Hutchison Whampoa adquiriría las operaciones móviles irlandesas de Telefónica por 780 millones de euros, que se fusionarían en 3 Ireland una vez finalizado el acuerdo. El acuerdo fue aprobado por la UE en junio de 2014. El 15 de julio de 2014, la adquisición se completó por completo.
El 2 de marzo de 2015 se anunció en las redes sociales que O2 Ireland y Three Ireland se fusionarían con O2 publicando el siguiente mensaje en su página de Twitter:
"Hoy, O2 se convertirá en Three, ya que 1,5 millones de clientes son bienvenidos en la familia Three. Esto significa que el logotipo de O2 será reemplazado por un logotipo de Tres en las tiendas, en el sitio web y en los teléfonos y facturas. Todos los beneficios que experimentó como El cliente de O2 sigue siendo el mismo, incluida la misma calidad de red y un servicio al cliente galardonado. También puede esperar una cobertura de datos mejorada y una banda ancha ultrarrápida ".
Mientras que Three Ireland publicó el siguiente mensaje en su página de Twitter:
"Hoy damos la bienvenida a 1.5 millones de clientes a Three. Esto significa que el logo de O2 será reemplazado por un logo de Three en las tiendas, en el sitio web y en teléfonos y facturas. Por favor visite nuestra sección de preguntas frecuentes si tiene más preguntas".
Este cambio significó que Three Ireland tenía más de 1,5 millones de clientes en su red, colocándolos cerca de los números de clientes de Vodafone Ireland.

## Servicios
O2 fue el segundo proveedor de telecomunicaciones más grande de Irlanda, con aproximadamente un 40% de participación de mercado o 1,6 millones de clientes. El prefijo STD de la empresa era 086, pero tras la introducción de la portabilidad numérica completa, algunos números móviles irlandeses de O2 presentaban prefijos a partir de 087, 085, 089 o 083, ya que los clientes pueden cambiar de proveedor pero mantener su número de teléfono anterior.
La empresa proporcionó servicios WAP y GPRS bajo la marca O2 Active. En octubre de 2005, O2 Ireland lanzó una versión del servicio i-mode de NTT DoCoMo. La empresa poseía una licencia UMTS y fue el tercer operador irlandés en ofrecer servicios 3G, después de Vodafone Ireland y Three Ireland, que ofrecía servicios en algunas zonas urbanizadas a finales de 2006.

### Banda ancha O2
En julio de 2007, O2 lanzó su oferta de banda ancha móvil en Irlanda utilizando tecnología HSDPA a través de su red 3G. Proporcionaron velocidades de hasta 7,2 Mbit/s y afirmaron cubrir al 90% de la población en la red 3G irlandesa menos competitiva tras una actualización en 2007.

### Speak Easy
Speak Easy era el nombre del servicio prepago de O2 Ireland. En 2007 se convirtió en el primer operador irlandés en ofrecer mensajes de texto gratuitos a todos los números móviles irlandeses, aunque solo se aplicaba los fines de semana. Sin embargo, a principios de 2008 introdujeron una nueva tarifa que ofrecía mensajes de texto gratuitos ilimitados a todas las redes en cualquier momento y de por vida.
El término "hablar con tranquilidad" se introdujo cuando la empresa se denominó Esat Digifone.

### O2 Freedom
Los planes O2 Freedom se introdujeron en junio de 2013, que ofrecían 2 nuevos planes de precios principales, Freedom talk y Freedom Internet. O2 fue el primer operador irlandés en ofrecer llamadas gratuitas a todas las redes en cualquier momento con prepago. Esta oferta era Freedom Talk y brindaba a los clientes llamadas ilimitadas a todos los teléfonos fijos y móviles irlandeses, lo que requería una recarga de 20€ de los cuales 10€ se deducían de la oferta. Freedom Internet ofrecía 1GB de datos y 350 mensajes de texto de red. Se aplican los mismos términos que en Freedom Talk. En diciembre de 2013, la asignación de datos de 1 GB se aumentó a 7,5GB, que O2 anunció como Internet ilimitado. Junto con el nuevo plan de precios, O2 también lanzó una gran cantidad de complementos de prepago como Talk, Text, Data, International Talk y International Text.

## Asuntos Corporativos

### Estructura de la empresa
En 2010, O2 pasó por una fase de reestructuración, implementando una serie de medidas de reducción de costos que implicaron la subcontratación de divisiones internas a empresas externas. La división de TI de O2 se subcontrató a IBM Irlanda, mientras que la división de Operaciones de red se subcontrató a BT Irlanda (que también dirige las operaciones de red para Three Ireland). La subcontratación del equipo de la red se limitó al equipo de operaciones de campo junto con algunas otras funciones de apoyo. El equipo de implementación de la red y el equipo de transmisión se mantuvieron internos para facilitar futuros cambios en la red. Era más rentable retener estas divisiones internamente.

### Actividades caritativas
En 2006, O2 eligió Irish Autism Action como su organización benéfica preferida. El acuerdo de tres años incluía patrocinio, creación de conciencia, uso del personal de O2 para ayudar a la organización benéfica y el uso de tecnología desarrollada por O2 para ayudar a los niños afectados por el autismo. En 2010, la organización benéfica elegida por la compañía se convirtió en Headstrong, una organización benéfica que brinda apoyo de salud mental a los jóvenes.

### Programas de patrocinio
A lo largo de los años, O2 celebró algunos acuerdos de patrocinio de muy alto perfil. En 1998, la entonces ESAT Digifone comprometió su apoyo a los Hurlers & Footballers of Cork. Siguieron siendo patrocinadores de Cork GAA durante diez años.
Otro acuerdo de patrocinio de alto perfil fue su asociación con la Unión de Rugby Fútbol de Irlanda y la selección de rugby de Irlanda, que ha sido continuada por Three. Sobre la base de sus vínculos de rugby con Shannon RFU, O2 unió fuerzas con el nivel más alto del rugby en Irlanda. También patrocinaron el West Stand en la antigua casa de Irlanda, Lansdowne Road.
También fueron el patrocinador principal de uno de los lugares más destacados del país, "The O2", ahora rebautizado como "3Arena".
Fueron patrocinadores principales de los premios Ability Awards de la Fundación Aisling.

### Director ejecutivo
Tony Hanway fue Consejero Delegado de Telefónica Irlanda desde su nombramiento en septiembre de 2011 hasta marzo de 2015. Hanway se incorporó a Telefónica en Irlanda en 2005 como Jefe de Atención al Cliente y posteriormente como Director de Ventas al Consumidor. Inmediatamente antes de asumir el cargo, Hanway dirigió la división de Consumo de Telefónica en la República Checa, gestionando un equipo de más de 4000 personas en las funciones de venta minorista, online y atención al cliente.

## Críticas
En julio de 2004, la empresa admitió haber cobrado de más a 71.000 clientes tras una revisión de sus sistemas. La divulgación significó que se cobró de más a 136.535 suscriptores de O2, más del 10 por ciento de su base de clientes.
El análisis del Sunday Independent de enero de 2006 mostró que los enormes márgenes que estaban obteniendo Vodafone y O2 en el país costaban a los usuarios irlandeses de teléfonos móviles unos 300 millones de euros al año. Si las empresas de telefonía móvil recortaran sus márgenes irlandeses a la media del grupo, los clientes de O2 acabarían pagando 84,07 euros menos cada año (7 euros menos al mes).
La Comisión Europea confirmó un fallo del organismo regulador irlandés, ComReg, de que el mercado irlandés de telefonía móvil necesitaba una mayor competencia y reconoció que "posiblemente existía una colusión tácita entre O2 y Vodafone".
En mayo de 2007, la dirección de O2 Ireland anunció que todo el personal técnico de O2 Ireland iba a ser subcontratado a un único Proveedor de Servicios Gestionados. El mes siguiente, los clientes de O2 obtuvieron una señal de ocupado o no recibieron ningún tono de marcado cuando intentaron hacer llamadas debido a una falla en la red. La razón de la falla seguía siendo un misterio en ese momento porque los medios de comunicación no pudieron comunicarse con el portavoz de la compañía en su teléfono móvil, también aparentemente afectado por el problema.
La Asociación de Consumidores de Irlanda presentó una queja ante la Autoridad de Competencia por un vacío legal utilizado por O2 que le permitió bombardear a los clientes con mensajes de texto no deseados.
El grupo de presión de telecomunicaciones ALTO criticó a O2 Ireland por su decisión de cuadriplicar los ingresos que generó de las llamadas al número 1850 LoCall. Este es un servicio de precio fijo y costo compartido utilizado por organizaciones benéficas y una serie de organismos de servicio público.
La compañía fue criticada por las tarifas de suscripción mensual que aplicaba a los usuarios irlandeses del iPhone, ya que representaban una mala relación calidad-precio en comparación con los servicios disponibles para los clientes que pagan cantidades similares en el Reino Unido. Menos de 48 horas después del lanzamiento tan publicitado del último modelo de Apple, los propietarios de todos los teléfonos en la red O2 descubrieron que no podían acceder a Internet debido a una falla en la red. Más críticas vinieron de los clientes de iPhone con respecto al continuo fracaso de O2 para implementar Visual Voicemail. O2 fue el único operador del mundo en lanzar el iPhone original sin Visual Voicemail, una de sus características principales.
O2 fue responsable del mayor número de sentencias registradas, que financieramente incluye a las personas que no pagan sus facturas a tiempo en agosto de 2008.
La Autoridad de Normas de Publicidad mantuvo las quejas relativas a los anuncios de O2.
En agosto de 2010, el organismo de control de las telecomunicaciones, ComReg, advirtió a O2 que no podía trasladar a los clientes a la facturación en línea sin su consentimiento explícito.
En marzo de 2011, O2 se declaró culpable de una infracción de la Ley de Protección de Datos en el Tribunal de Distrito de Dublín.
En marzo de 2011, se reveló que Denis O'Brien hizo pagos al Ministro de Comunicaciones, Michael Lowry, para ayudar en la licitación de la licencia de Esat Digifone.